# Etera

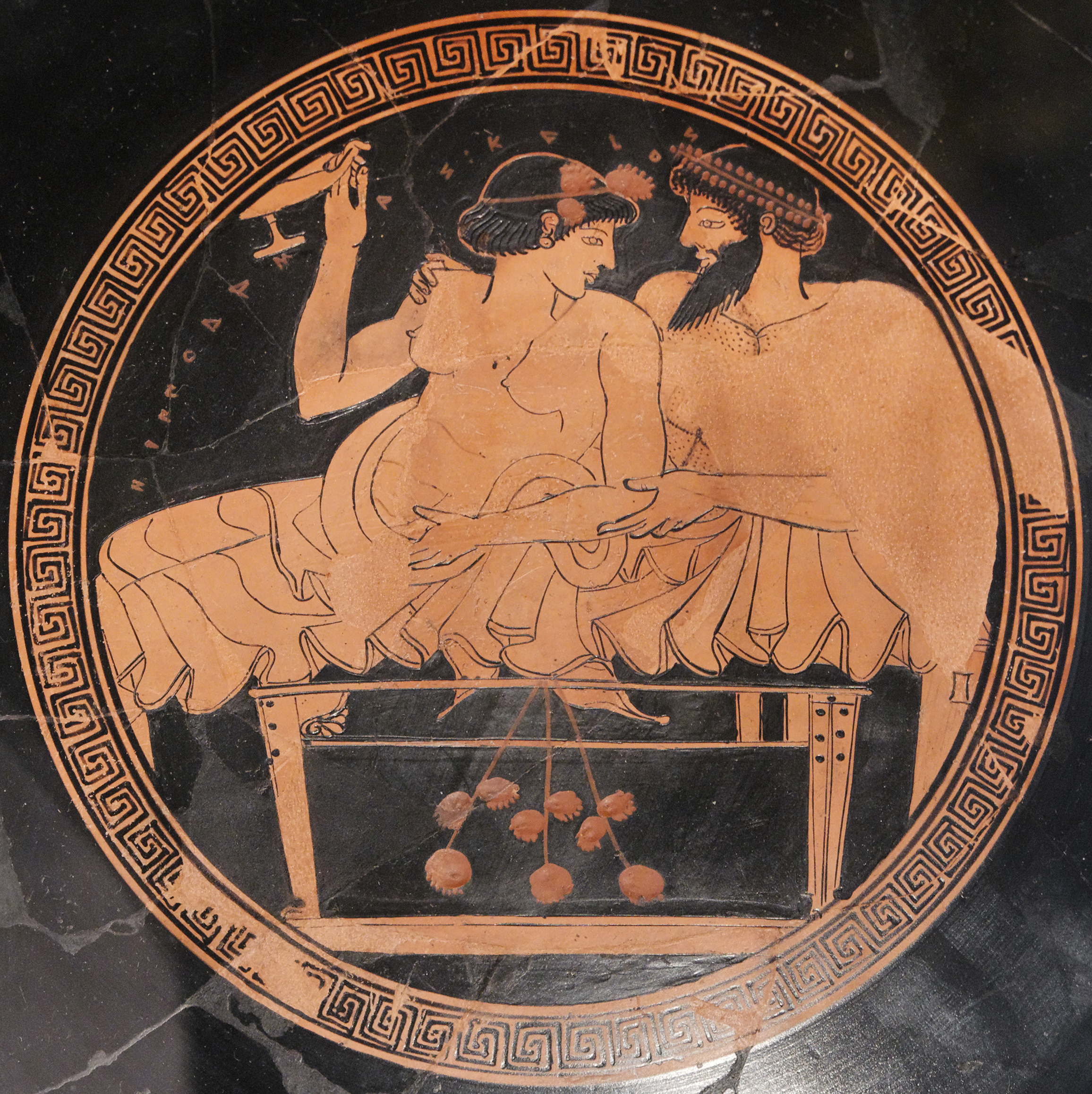
Le etere erano le uniche donne che potevano partecipare al simposio (kylix a figure rosse, ca. 490 a.C.)

Le etère (in greco antico: ἑταίρα, pl. ἑταίραι?), nella società dell'antica Grecia, erano particolari donne di compagnia, per alcuni aspetti assimilabili a cortigiane e prostitute. Si trattava di donne sofisticate, solitamente forestiere, schiave o liberte che, oltre a prestazioni sessuali, offrivano compagnia e spesso intrattenevano con i clienti relazioni prolungate, finanche ad avere il potere di influenzare le loro decisioni.

## Panoramica

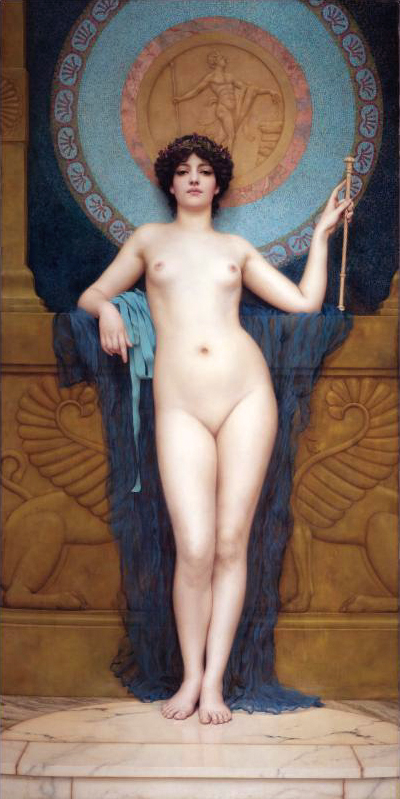
Campaspe, l'etera compagna di Alessandro Magno (1896); di John William Godward

Nell'antica società Greca le etere costituivano in pratica l'unica tipologia femminile che poteva realmente dirsi indipendente, a volte riuscendo anche a esercitare un'influenza notevole sui personaggi pubblici di una certa rilevanza tra quelli frequentati; indossavano sempre abiti di prima qualità e dovevano pagare le tasse sui proventi dei loro uffici.
Per lo più si trattava di ex-schiave provenienti da altre città, rispetto a quelle in cui in seguito si trovavano a risiedere, erano famose per le loro spiccate capacità nell'arte, dalla danza alla musica, così come per i loro talenti sia fisici sia intellettuali. A differenza della maggior parte delle altre donne delle polis greche, le etere avevano ricevuto o si erano procurate un'educazione ed erano quindi assai colte. Erano infine l'unica classe di donne nella Grecia antica con un accesso e un controllo indipendente a considerevoli quantità di denaro.
Potendo gestire autonomamente i propri averi, al contrario delle donne comuni, a volte arrivavano a creare delle vere e proprie aziende di accompagnatrici; potevano essere delle compagne occasionali oppure concubine, potevano uscire a loro piacimento, avere una vita pubblica, coltivare libere frequentazioni e prender parte attivamente al Simposio maschile dai quali le donne erano invece generalmente escluse, dove il loro parere veniva accolto e rispettato da tutti gli uomini senza discutere.
Non devono essere confuse con le pornai del tempo, semplici prostitute di strada o da bordello: lo status di etera è contrapposto a quello della semplice prostituta (πόρναι-pornai), ma anche a quello delle vere e proprie concubine (παλλακίδες-pallakides) nonché a quello delle mogli regolari (γυναῖκες-Gynaikes). Nella sua orazione "Contro Neaira", Demostene disse: "Abbiamo le hetaerae per il piacere, le pallakae per prendersi cura di noi nelle necessità quotidiane e infine le gynaekes per generarci dei figli legittimi e per essere fedeli custodi delle nostre famiglie."
Demostene afferma che il prezzo d'acquisto per Neaira ammontasse a 30 mine. Dal momento che la mina era pari a 100 dracme e la dracma può essere pensata come l'equivalente al salario giornaliero di un operaio specializzato, questo renderebbe il prezzo dell'etera equivalente a quello di 8 anni di stipendio di un lavoratore.
L'hetaira poteva anche impegnarsi nel campo della moda e del gusto estetico in generale, oltre che a dominare il regno della prostituzione. Come si è evoluto il sesso e la sessualità nell'antica Grecia, soprattutto in ambito culturale, le cortigiane cominciarono a essere inclini a seguire l'esempio della moda vigente rimanendo sempre all'avanguardia in questo campo per tenere il passo con l'evoluzione dei costumi.
È anche vero che alcuni aspetti della cultura dell'hetaira divennero col tempo popolari, diffondendo in tal maniera la propria influenza nella vita quotidiana e nella moda delle poleis. Ad esempio, le donne ateniesi a un certo punto sembravano aver imitato lo stile delle prostitute, comprendente la depilazione completa del pelo pubico, un'applicazione accurata della cosmesi, e infine anche adottando il loro modo di vestire.

## Etere famose

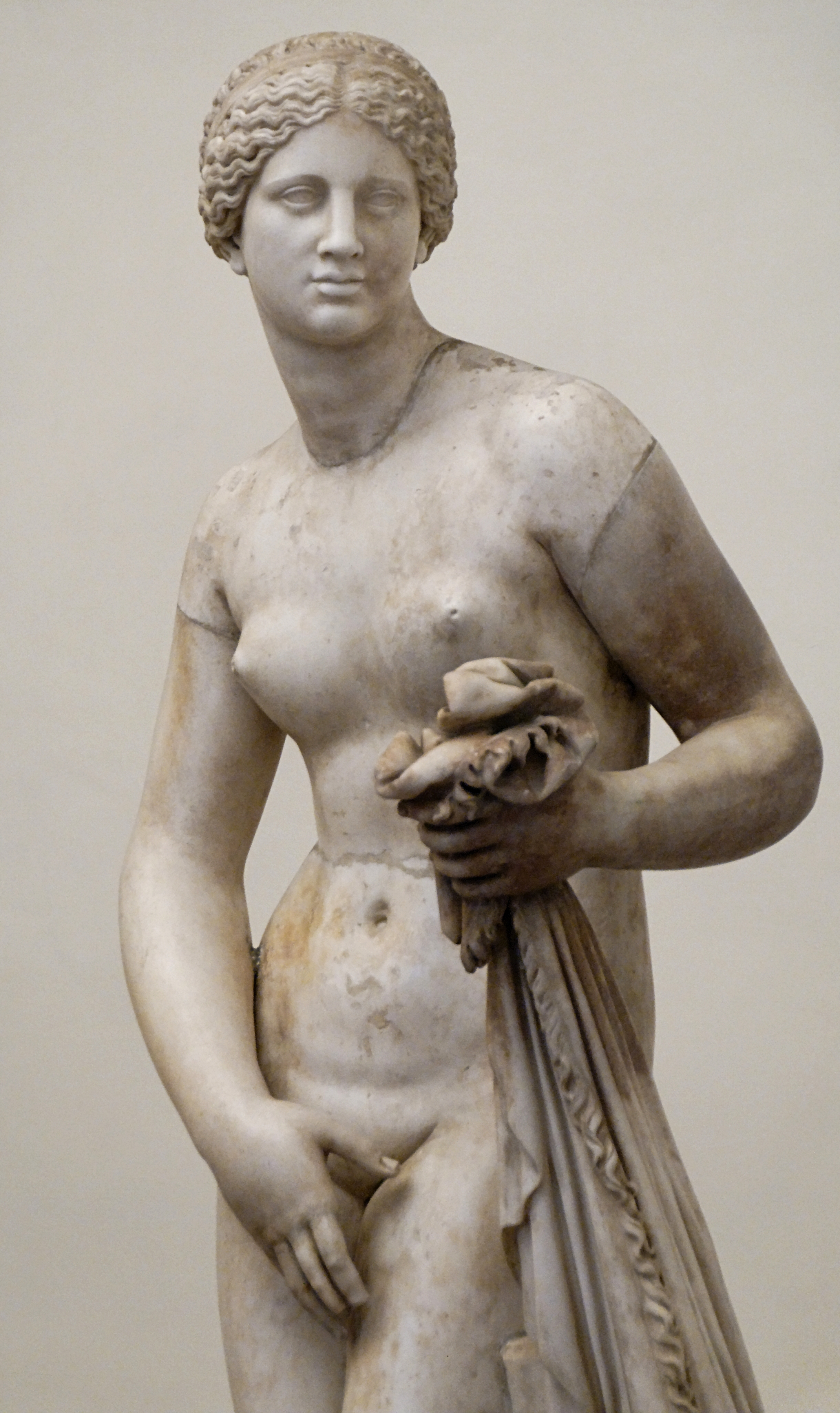
Una copia dell'Afrodite cnidia di Prassitele, di cui si dice che la modella sia stata l'etera Frine.

Plutarco nelle sue Vite parallele raffigura il re Demetrio I Poliorcete mentre si intrattiene piacevolmente, oltre alle tante mogli che aveva tramite regolare e legittimo matrimonio, anche con altre donne nate libere, tra cui varie etere; la sua preferita tra queste ultime era Lamia. Lo scrittore greco la cita in vari aneddoti nel corso di molti anni. Lei, che era stata una volta componente dell'entourage di Tolomeo I, era assai valente nel suonare il flauto.
Numerose tra le donne musiciste dell'antica Grecia potevano anche, più o meno occasionalmente, essere delle prostitute, ma questo non è noto nel caso di Lamia prima del suo coinvolgimento sentimentale con Demetrio. Le etere cui fosse capitato di intrattenere una relazione con qualche sovrano o uomo importante e di primo piano nella società, si mantenevano rigorosamente monogame. Polemone afferma che Lamia era la figlia di un cittadino ateniese di nome Cleanor e che fece costruire la stoà di Sicione come atto di beneficenza nei confronti del popolo. Era inoltre famosa non solo per la bellezza e il fascino che la contraddistingueva, ma anche e soprattutto per il grande spirito e senso dell'umorismo.
Altre etere famose furono Targelia di Mileto; Aspasia di Mileto, la compagna di Pericle (anche se risulta più arduo in questo caso ridurne la complessa figura a quella di un'etera); Archeanassa, compagna di Platone; le celebri Neera, Metanira, Taide, quest'ultima una concubina del generale di Alessandro Magno, il macedone Tolomeo, futuro re d'Egitto, e Pizionice, che fu amante di Arpalo, il diadoco che regnava su Babilonia.
Laide di Corinto era invece una bellezza famosa durante la guerra del Peloponneso, mentre Laide di Hykkara fu una cortigiana molto quotata, la quale si dice si fosse concessa gratuitamente al filosofo Diogene, tanta era la sua ammirazione nei suoi confronti. Non è certo a quale delle due si riferisse, ma Demostene, davanti all'esosa richiesta dell'etera, ebbe a dire: «Non compro un pentimento da diecimila dracme».
Non meno famosa fu Frine, la splendida modella e musa ispiratrice dello scultore Prassitele, difesa durante un processo per empietà che le fu intentato dall'oratore Iperide.

## Archetipo sociale e culturale
- L'etera in Grecia svolgeva la funzione che aveva la babilonese naditu, la giapponese oiran e la coreana kisaeng.
- La forma maschile della parola, Hetairos (ἑταῖρος; pl ἑταῖροι-hetairoi), significava una classe sociopolitica maschile, prevalentemente di derivazione aristocratica, la più famosa delle quali è quella che si riferiva alla guardia del corpo a cavallo di Alessandro Magno, gli Eteri appunto.
- In psicologia analitica l'etera è uno dei quattro archetipi femminili stabiliti da Toni Wolff.
- Simone de Beauvoir dedica una discussione significativa al tipo hetaira nel suo saggio intitolato Il secondo sesso.